# Comès
Didier Comès, de son vrai nom Dieter Herman Comes, né le 11 décembre 1942 à Sourbrodt (province de Liège) et mort le 6 mars 2013, est un scénariste et dessinateur belge de bande dessinée principalement connu pour Silence, son œuvre majeure.
D’abord dessinateur industriel, il commence la publication de bandes dessinées dans le quotidien belge Le Soir à l’âge de 27 ans. Il travaille ensuite pour plusieurs magazines jeunesse avant de livrer son œuvre majeure Silence à la revue (À suivre) qui est un immense succès, récompensé par l'Alfred du meilleur album au Festival d'Angoulême en 1981. Il publie ensuite de nombreux autres récits longs dans ce journal puis en albums jusqu’en 1995. Comès livre ensuite deux nouveaux albums inédits Les Larmes du tigre (2000) et Dix de Der (2006). Il meurt d’une pneumonie, à l’âge de 70 ans ; il est alors en retraite en Ardenne.

## Enfance et première expérience professionnelle

### Une enfance marquée par la guerre (1942-1959)

#### Enfance
Dieter Comes est né à Sourbrodt, un petit village belge situé au bord du plateau des Hautes Fagnes qui, lorsqu’il naît en 1942, est annexé depuis un an par le IIIe Reich comme l’ensemble des Cantons de l’Est. Enfant d’une mère francophone et d’un père germanophone enrôlé par l’armée allemande et envoyé sur le front russe durant la guerre, Comes se qualifie lui-même comme un « bâtard alsacien », né à la frontière entre deux cultures. De cette enfance, les œuvres de Comès tirent leurs principaux thèmes comme la guerre, la marginalité, la recherche d’une identité ou encore le folklore fantastique et rural de sa région natale.

#### Études
Après la libération, Comès reçoit la nationalité belge et son prénom, aux consonances allemandes, est alors francisé en Didier. Il intègre ensuite l’école francophone de Malmédy où ses maîtres d’écoles l’obligent à écrire de la main droite alors qu’il est gaucher de naissance. Comès continue à écrire de la main droite mais dessine toujours de la main gauche.

### Premier travail (1959-1969)

#### Un dessinateur industriel
Didier Comes n’a pas de vocation précoce pour la bande dessinée. Ainsi, il quitte l’école à l’âge de 17 ans avec un diplôme de dessinateur industriel. Il intègre très vite le monde du travail dans une usine de textile à Verviers. C’est à cette même époque que Comès commence à fréquenter d’autres illustrateurs tels que René Hausman.

#### Une première passion: le jazz
Didier Comes ne s'épanouit pas dans son travail qui se rapproche pourtant, d’une certaine manière, d’une activité artistique. Ce n’est en réalité pas dans le dessin que Comès va trouver, dans un premier temps, sa voie mais dans le jazz. En effet, Didier Comes est un passionné de jazz, passion musicale qu’il pratique en tant que percussionniste semi-professionnel. Toute sa vie, Comès reste nostalgique des percussions mais aussi du public. Son parcours de musicien l'amène plus tard dans une courte bande dessinée à rendre hommage à l’une des icônes de la musique des années 1960, John Lennon, assassiné en 1980. La bande dessinée le Scarabée cassé, parue dans le numéro hors-série « Spécial John Lennon », est donc un très bel hommage féerique et poétique à l’une des icônes du groupe des Beatles.

## La carrière d’un véritable « sorcier » de la bande dessinée

### Premières expériences dans la presse jeunesse (1969-1979)

#### Travaux dans la presse jeunesse: les aventures d’Ergün l’Errant
Ce n’est qu'en 1969 que Didier Comes, âgé de 27 ans, se lance dans la publication de bande dessinée avec une série de gags mettant en scène le personnage d'Hermann dans le quotidien belge Le Soir. C’est alors dans des journaux destinés à la jeunesse que Comès se fait la main comme auteur de bande dessinée même si le format très commercial de ces histoires ne lui convient pas vraiment. Ainsi, Comès dessine les aventures d’Ergün l’Errant, récit de science-fiction, publié dans le journal Pilote en 1973. Cette première série de bande dessinée, Le Dieu vivant, suit parfaitement les codes de son temps. En effet, ces planches dévoilent l’aventure d’un héros exilé de la terre et qui erre dans l’espace à bord de son vaisseau spatial. Il échoue alors sur une planète dirigée par un “dieu vivant” qui exerce sa domination sur les peuples locaux, notamment le peuple des femmes-fleurs chassées pour leur sang offrant au “dieu” l’immortalité. C’est à la suite d'une série de péripéties naissant dans le but d’aider ce peuple opprimé que Ergün va découvrir la supercherie de ce faux dieu qui se révèle être une simple terrienne ayant survécu au crash de son vaisseau et ayant profité de la crédulité de ces peuples primitifs. 
Afin de créer son univers, Comès emprunte de nombreux éléments aux romans de l’américain Edgar Rice Burroughs notamment les hommes papillons ou encore les remparts du temple. Cependant, Comès semble avoir plus directement été influencé par les représentants du space opéra français notamment Druillet et Mézières. Ainsi, on retrouve des similitudes dans la diégèse de l’œuvre de Comès et l’Empire des mille planètes de Christin et Mézières avec l’évocation d’un terrien se cachant derrière un casque dominant un peuple primitif. Enfin, Comès s’inspire aussi des comics d'horreur américains avec l’évocation du vampirisme ou encore du personnage de Pustule, un personnage à la frontière entre un homme et une araignée. Pour ce qui est du dessin, Comès utilise la couleur de manière métaphorique ; ainsi les teintes de rouge symbolisent-elles toute la violence mais aussi l’amour du récit, tandis que le noir en fait ressortir le côté dramatique. Il y a un véritable travail esthétique sur les personnages notamment le peuple des femmes-fleurs dont le corps se confond avec la nature ou encore les hommes papillons. Enfin, Comès joue habilement entre un style de dessin hyper-réaliste et un dessin beaucoup plus humoristique.
La suite des aventures de Ergün l’Errant est racontée dans un second récit, Le Maître des ténèbres, qu’il dessine dès 1974, mais qui n'est publiée qu’en 1980 dans la revue (À Suivre) et en album dans la collection « Les romans (À Suivre) ». Cette nouvelle aventure basée cette fois-ci autour de la mort, nous donne à voir une aventure initiatique à la frontière entre le monde des vivants et le monde des morts qui aboutit simplement à la soumission à une force supérieure : Lucifer. Dans cette seconde aventure de science-fiction, Comès reprend les codes du récit fantastique notamment avec l’effet de miroir entre le récit de science-fiction et le rêve du héros qui, lui, se rapproche du fantastique. De même, Comès reprend le thème du personnage qui est à la fois le héros mais aussi la victime. En effet, tout au long de ce rêve initiatique, le héros ne semble pas avoir de réel pouvoir sur son destin et se laisse guider par les êtres fantastiques qu’il rencontre. Pour ce qui est du dessin, Comès nous offre de magnifiques cases qui nous invitent à entrer dans ce monde fantastique basé pourtant autour de la mort. Comès dans son style s’inspire ici des œuvres baroques flamandes qui font partie de sa culture.

#### Une période de doute pour Comès à la suite de la publication deL’ombre du corbeau(1976-1977)
Cette œuvre marque un premier tournant dans la carrière de Didier Comès. En effet, L’Ombre du corbeau est un récit qui rompt avec la science fiction mais qui se place dans la continuité de ce que Comès entreprend dans Le Maître des ténèbres en nous offrant un récit onirique basé sur un univers entre les morts et les vivants. L’histoire de Comès se développe sur un grand no man’s land dans les Ardennes où les Allemands et les Français se font face durant la guerre de 1914-1918. Nous retrouvons alors un jeune soldat allemand nommé Goetz qui se retrouve projeté par un tir d’obus dans ce royaume fantastique où vivent des personnages s’inspirant de la mythologie gréco-romaine : les Parques. Ainsi, Goetz découvre, dans un cadre magique mais familier, quatre personnages représentant chacun une façon de mourir. Il y a la grand-mère qui est l’allégorie de la mort lente, Douce, une jeune femme croyant au grand amour qui, comme son nom le laisse supposer, est l’allégorie de la mort douce, Aaron, le jeune frère au visage angélique qui se révèle cruel, représentant la mort cruelle, et enfin la petite sœur, Chrystal, qui s’occupe, elle, du sort funeste des animaux. Avec ces quatre personnages, Goetz vit une aventure extraordinaire. Goetz, accueilli chez les Parques, va très vite s’attirer la colère du jeune frère cruel, jaloux de la relation que Goetz entretient avec Douce. C’est ainsi indirectement, par la création d’un avion en bois, que Goetz va voir mourir dans les flammes son alter-ego le capitaine et aviateur français Pierret.
C’est aussi durant ce séjour que Comès, notamment à travers les rêves de Goetz, va insérer trois autres récits courts en abyme de l’histoire principale. Ainsi, Goetz rencontre son ancêtre Goetz Von Berlichingen aussi surnommé “Main de fer”, personnage historique repris du roman de Jean Ray, qui aurait eu une aventure avec la plus âgée des Parques ; la relation de son ancêtre, par un effet de miroir, rejoint-elle la présente relation qu’entretient le héros avec Douce. Un autre court récit est raconté par le jeune Aaron lors d’un spectacle de marionnettes qui relate l’histoire d’un soldat défiant la mort. Enfin, lors d’un rêve, notre héros rencontre deux corbeaux (Franz et François) qui jouent à l’issue des combats chaque nuit aux échecs. Nous pouvons noter que ce sont les seuls moments où la couleur marque un réel passage entre un monde réel et un monde fantastique. Le reste du récit ne montre, alors, aucune autre rupture entre ces deux mondes.
Comès, dans ce récit, fait alors un travail de déréalisation du réel ; ainsi toutes les onomatopées sont effacées dans cette œuvre comme si le temps du réel n’était pas perceptible à l’intérieur du monde fantastique des Parques. De même, le monde des morts est l’antithèse du monde des vivants marqué paradoxalement par la mort, les cadavres et un paysage désolé alors que le monde des morts est un monde où la nature est foisonnante. Ce récit est aussi marqué par le chant que Goetz chante à plusieurs reprises, chant traditionnel allemand Muss I Denn qui dans les années 1960 a un écho populaire grâce à la reprise de cet air par Elvis Presley dans le film G.I. Blues.
Comès avec ce récit nous offre un récit fantastique et poétique autour de la mort et de la guerre qui est publié dans le périodique jeunesse Tintin. Ce récit est mal reçu auprès du public de ce journal qui se retrouve désorienté par rapport aux récits habituellement publiés dans la presse jeunesse. Didier Comès est alors remercié par la direction de l'hebdomadaire et Comès entre alors dans une longue période de doute où il s’imagine que le travail d’auteur de bande dessinée est terminé pour lui. Cette période est marquée par un grand vide dans la carrière artistique de Comès qui commence alors à travailler comme serveur.

### Une aventure magique avec le journal(À Suivre)(1979-1995)
L’apparition de la revue (À Suivre) dans le monde de la bande dessinée est un véritable tournant dans la carrière de Didier Comès. En effet, cette revue offre à Comès un support sur lequel il peut faire jouer sa magie si particulière par le biais de ses bandes dessinées.

#### Une œuvre ensorcelante qui consacre la carrière de Comès:Silence(1979)
En mars 1977, Didier Comès est contacté par Didier Platteau, qui avait beaucoup apprécié L’Ombre du corbeau, et qui lui offre l’opportunité d’écrire et de dessiner le récit de son choix, comprenant au moins 120 pages et en noir et blanc, pour un nouveau projet chez Casterman. Comès va alors présenter son histoire Silence qui laisse tout d’abord dubitatif Jean-Paul Mougin, rédacteur en chef de la future revue (À Suivre), par la ressemblance avec Hugo Pratt. Cependant, à la vue des premières planches de Silence, Jean-Paul Mougin se rallie à l'enthousiasme de Didier Platteau. Dès lors, Comès envoie 4 à 6 planches par mois à l’éditeur autour desquelles l’histoire prend forme. Ainsi, Comès crée à un rythme régulier son œuvre jusqu’au mois de juillet 1979 où les dernières planches de ce qui se révèle être une véritable œuvre ensorcelante sont envoyées à l’éditeur. Cependant l’œuvre commence à paraître seulement à partir du 13e numéro de février 1979 et s’achève après 8 épisodes dans le numéro de décembre.
Ce récit, qui raconte l’histoire d’un jeune homme simple et muet qui ignore la méchanceté mais qui, au cours de nombreuses péripéties, va s’y confronter dans la campagne ardennaise où la sorcellerie a toute sa place, est un véritable chef-d’œuvre. Premièrement car son personnage principal n’a rien d’un héros ordinaire de bande dessinée, mais se distingue par son côté marginal et sa bonté naïve. Deuxièmement l’univers dans lequel se déroule l’histoire, la campagne ardennaise que Comès connaît parfaitement, est retranscrit sur le papier par un jeu de noir et blanc magique. Comès ajoute évidemment un côté onirique et mystique à son œuvre, en évoquant la sorcellerie mais aussi la mort avec une fin poétique où Silence et la Sorcière se retrouvent, dans un monde qui semble être le passage entre la vie et la mort, et s’enfoncent en silence dans la mer. Cette œuvre apporte à Comès une véritable notoriété dans le monde de la bande dessinée. En effet, ce roman graphique de Comès rencontre un succès retentissant avec 160 000 albums vendus en 1986. De plus, cette œuvre consacre la carrière de Comès avec l’obtention du Grand Prix Saint-Michel en 1980 et l’Alfred du meilleur album au festival d’Angoulême en 1981. Comès est, dès cette date, l’un des grands maîtres consacrés du roman graphique.

#### Un récit initiatique:La Belette(1981-1982)
Comès sort épanoui de la publication de son album Silence qui révèle son goût prononcé pour les romans graphiques. Ainsi, Didier Comès poursuit sa carrière sur cette voie en publiant entre 1981 et 1982, toujours dans la revue (À suivre), sa nouvelle œuvre La Belette. Cette nouvelle histoire, comme pour Silence, se déroule dans un village de campagne où s'installe la famille Valentin, composée de Anne, la mère qui est enceinte, Gérald, le père travaillant pour la télévision et Pierre, l’enfant muet. Le récit s’articule ensuite autour de l’initiation de Pierre et Anne à un culte ancien et mystérieux autour de la déesse mère Déméter par Noël Charrette et sa fille, surnommée la Belette. Cette initiation se fait en plusieurs phases. Les nouveaux arrivants se distinguant par leurs singularités (femme enceinte et enfant muet), l’initiation de Anne se fait par le rêve et Pierre se voit octroyer des pouvoirs télékinésiques. Il y a une modification de la relation mère-fils et l'accès aux rangs de maîtres pour Anne et Pierre à la suite de la mort des précédents.
Cette trame principale est enrichie par l’intrusion de personnages secondaires à l’intérieur de la maison du jeune couple. En effet, les Valentin ont pour voisins Jules Renard qui est obsédé par un trésor soi-disant caché par l’ancien propriétaire de la maison des Valentin et son fils Bébert qui, lui, est obsédé par le sexe. Comès, dès le début de l’œuvre, tend à nous induire en erreur en nous faisant croire, par le dessin, que le danger vient de ces deux personnages. En réalité, le danger vient d’un autre personnage, le curé Schonbroodt, qui s’introduit, lui aussi, dans la vie de famille des Valentin en essayant de convaincre Anne de faire baptiser son futur enfant. Cependant, le refus d’Anne qui intervient vers la fin du récit, montre le vrai visage du curé, intolérant qui va jusqu’à tuer Bébert et Noël Charrette au nom de Dieu. Enfin, vient l’intrusion de Koch, surnommé le Boche car c'est un ancien soldat allemand, installé dans ce village durant la guerre après avoir rencontré Hermann, l’ancien propriétaire de la maison des Valentin, intrusion qui est en réalité une dernière tentative pour communiquer avec un vieil ami et dont le présumé silence lors de la séance de spiritisme pousse Koch, désormais seul, à se suicider.
Certaines scènes sont lyriques et oniriques, portées par l’utilisation du noir et blanc, comme la scène où la Belette pratique le voyage astral et ne fait plus qu’un avec la chouette, voyage qui lui vaut une mort tragique mais poétique lorsque Renard tire sur la chouette qui est pour lui signe de mauvais présage.
La Belette est donc un récit initiatique, thème que Comès apprécie particulièrement, basé autour d’un culte ancien et étroitement lié à la sorcellerie mais aussi à la nature, un autre thème privilégié par Didier Comès. La parution de ce roman graphique en album est lui aussi récompensé par le Grand Prix Saint-Michel en 1983 qui confirme le statut de Comès en tant que maître du roman graphique.

#### Eva: un polar déroutant (1985)
Ce troisième récit, d’abord publié dans les pages de la revue (À suivre) au cours de l’année 1984 puis en album dès 1985, rompt avec l’image de barde des Ardennes que Didier Comès s’était construite à travers ses deux premiers romans graphiques. En effet, avec la publication de Eva, Comès se lance dans le récit d’un polar /thriller psychologique qui déroute complètement les lecteurs par l'absence d’action qui contraste avec les publications récentes de Muñoz et Sampayo, de Sokal ou de Tardi. Cette nouvelle œuvre de Comès reçoit alors un accueil mitigé notamment par les critiques qui s’empressent de discréditer l’art de Comès, pourtant au plus haut de sa notoriété. Ainsi, l’œuvre de Comès, pour certains critiques, s'essouffle, l’histoire ne délivre aucun message et le dessin en noir et blanc est qualifié d'académique.
Pourtant, Eva est un très bon thriller psychologique qui parvient à maintenir le suspens jusqu’au bout autour d’un trio Eva, Yves et Neige qui se retrouve pratiquement tout le long du récit dans un manoir lugubre où règne un érotisme dérangeant tout d’abord entre deux jumeaux, Yves et Eva avant que Neige entre dans ce jeu à la fois effrayant mais aussi attrayant. Le jeu de noir et blanc dans le dessin, plus qu’académique, reprend les codes du cinéma policier mais aussi d'épouvante. Ainsi, nous pouvons voir à travers le dessin, les plans et le cadrage des allusions à certains chefs-d’œuvre du cinéma tels que l’univers particulier de Hitchcock et de son film Psychose.
Dans ce récit nous assistons à l'arrivée de Neige, une jeune femme, dans la vie d’un jeune homme fortement troublé par la disparition de sa sœur Eva avec qui il entretenait une relation fusionnelle et incestueuse. Grâce à son talent pour la robotique, Yves parvient à retrouver son bonheur en créant un androïde de sa sœur dont il joue lui-même le rôle. Nous découvrons alors l’histoire d’un homme brisé qui se réfugie dans la schizophrénie, passionné par les automates et dont le quotidien va se trouver bouleversé par une jeune femme qui va tenter de le sauver, en vain, puisque la fin de ce roman graphique se termine par le meurtre de la jeune fille. Contrairement à Silence ou à Pierre, qui sont guéris au contact de la sorcellerie, Yves ne parvient pas à sortir de sa schizophrénie au contact de Neige, ce qui en fait un personnage marginal dans l’œuvre de Comès.
Ce récit accorde une place importante aux automates qui participent à créer cette ambiance pesante et effrayante dans l’œuvre. En effet, Yves est un personnage marginal qui s’enferme dans un monde où les seules personnes qu’il côtoie sont des automates qu’il a lui-même construits. Ces automates participent à l’angoisse que l’on ressent à la lecture de ce récit ; ce sont des êtres mécaniques d’un réalisme étonnant qui se confondent clairement avec leur ventriloque, Yves. Ainsi, on ne perçoit pas réellement l’objet de l’humain, sensation qui se complète avec le style non expressif des personnages chez Comès, qui n’ouvrent jamais la bouche.
C’est donc un récit d’un nouveau style que Didier Comès expérimente ici, en livrant à la revue un véritable thriller/polar autour d’un homme brisé qui a recours à un dédoublement de la personnalité afin de survivre, et dont le sauvetage par une jeune inconnue échoue. Malgré un accueil mitigé du public, Eva offre le récit d’un véritable polar déroutant où le suspens et l’angoisse sont les maîtres mots.

#### La nature dans les œuvres de Comès deL'Arbre-Cœur(1988) àLa Maison où rêvent les arbres(1995)
La nature est l’un des thèmes privilégiés chez Didier Comès comme nous avons pu le voir déjà dans Silence et encore plus dans La Belette. Souvent cette thématique se confond avec le fantastique, notamment la sorcellerie que Comès affectionne tout particulièrement. Ainsi, nous pouvons voir que la nature, encore plus que dans ses premiers récits, joue un rôle majeur dans ses trois dernières œuvres qu’il publie dans la revue (À suivre).
L’Arbre-cœur, publié entre 1987 et 1988, conte l’histoire d’une jeune journaliste qui, à la suite d'un accident de terrain, va de nouveau se consacrer à son univers de jeune fille et délaisser la réalité. À la suite de l’accident, la jeune femme rentre dans sa maison d’enfance au milieu de la campagne ardennaise. L’accident provoque chez elle des troubles de la personnalité, qu’elle avait alors enfouis à la suite de traitements dans sa jeunesse. La jeune femme se retrouve alors accompagnée d’un nain bougon et violent, un vieil homme sage et une jeune fille timide et peureuse. L’histoire se déroule ensuite dans une confrontation entre la jeune femme délirante, follement amoureuse d’un arbre, l’Arbre-cœur, et un garde-chasse, exploitant plus la nature qu’il ne l’a protège, intolérant et sexiste, Patrick. Dans cette œuvre, Comès exploite de nouveau l’univers des maladies mentales, déjà expérimenté dans Eva, qui permet à l’auteur de créer un monde fantastique que seuls le héros et le lecteur peuvent voir ; il le met en contradiction direct avec un personnage qui, lui, est parfaitement ancré dans le monde réel. De même, Comès met en contradiction le personnage du héros qui respecte et aime profondément la nature, amour qui se voit à travers cet amour fou pour l’Arbre-cœur, et l’antagoniste, Patrick, qui, lui, exploite la nature pour gagner sa vie mais aussi pour le simple plaisir.
Le second récit, qui fait suite à L’Arbre-cœur, est Iris publié entre 1990 et 1991 dans la revue (À Suivre). Ce récit nous transporte, une fois de plus, au cœur de la campagne ardennaise que Comès connaît si bien. Cette fois-ci, ce n’est pas le thème de la maladie mentale qui y est exploité mais celui de la sorcellerie et des cultes anciens. Nous retrouvons Iris, une jeune fille aux yeux de chat, qui va faire la rencontre d’un homme étrange et très attirant qui va l’initier et la faire pénétrer dans le monde magique. Iris découvre alors que le jeune homme est un dieu très ancien, le grand dieu aux bois de cerf, un dieu de la nature et découvre par la même occasion que son chat est aussi une sorte de divinité protectrice qui peut modifier sa forme. Seulement, l’enjeu de cette initiation est de taille car les dieux anciens commencent à être oubliés et le grand dieu aux bois de cerf a pour objectif premier de se marier avec Iris afin de régénérer les pouvoirs du monde magique qui s’éteint face à la religion chrétienne, une religion qui est considérée comme intolérante et destructrice. Seulement un problème majeur se pose car Iris se révèle être la fille de ce grand dieu et sa mère, qui découvre l’intention de celui-ci, tente d’empêcher le mariage, en vain, car sa fille est décidée à l’épouser. Ce n’est qu’à la toute fin de ce récit que Ghislain, personnage intolérant et amoureux de Iris, met fin aux « noces de brumes » en abattant le grand dieu, mais un grand dieu ne meurt jamais. Ce récit met de nouveau en avant le thème de la nature avec tout ce folklore que Comès relie à la geste arthurienne, et qui se confond avec un décor qui est tout particulièrement familier à Comès. En effet, de nombreux décors que l’on retrouve dans ce récit sont de véritables décors que Comès a connus dans sa jeunesse ou qu’il observe au quotidien. Ainsi, le château en ruines où ce cache l’entrée vers le monde magique reflète un endroit que Comès a très bien connu lors de son enfance, étant donné que celui-ci était un terrain de jeu pour lui et ses amis.
Enfin, le dernier ouvrage, La Maison où rêvent les arbres que Comès publie dans la revue (À Suivre) entre 1994 et 1995, raconte l’histoire d’une jeune fille qui va être témoin de la reprise du pouvoir par la nature face à l’humanité qui trouble la tranquillité des arbres. En effet, cette jeune fille se rend chez sa grand-mère qui habite une maison perdue au milieu d’une forêt effrayante et magique, à la suite de la mort de ses parents. La jeune fille fait donc la connaissance d’arbres dotés de pouvoirs mystérieux permettant à leurs rêves de prendre vie. Seulement, la jeune fille arrive à un moment charnière où les arbres de cette forêt magique sont écœurés par le comportement des hommes, ce qui entraîne la fin du rêve merveilleux et le début d’un cauchemar où les arbres s’empressent d’éliminer les hommes et de reprendre le pouvoir sur ce lieu. Ainsi, la jeune fille découvre que sa grand-mère n'était que l’un des nombreux rêves de ces arbres et se tourne alors vers un personnage étrange et magique, l’homme-vert, qui sauve la jeune fille de justesse de cette reprise en force des droits naturels causés par la bêtise humaine. La nature est donc un thème central des œuvres de Comès qu’il relie très souvent avec le monde magique, fortement inspiré des folklores qui le passionnent tant. La nature est, dans l’œuvre de Comès, un véritable temple dédié aux fantasmes et aux mystères.

#### Une amitié exceptionnelle avec Hugo Pratt
Didier Comès et Hugo Pratt se rencontrent à la fin des années 1970 et, de cette rencontre, naît très vite une grande amitié. Pourtant, ce sont deux personnages différents ; Pratt est un Vénitien flamboyant toujours en quête de l’ailleurs alors que Comès est un Ardennais sobre qui est très attaché à sa campagne natale. Ce n’est pas tant leurs caractères qui rapprochent les deux hommes que leurs styles artistiques fortement inspirés par Milton Caniff, l’amour pour les récits longs et la maîtrise des ressources du noir et blanc. C’est donc une longue et intense amitié qui marque la relation des deux hommes qui, en plus de se rencontrer fréquemment, se téléphonent toutes les semaines. Les deux hommes ne se sont jamais attelés à une collaboration qui leur avait pourtant traversé l’esprit, mais les tensions que la collaboration entraîne risquent de gâcher leur belle amitié. Seule la mort d’Hugo Pratt, en 1995, met fin à cette amitié, une nouvelle que Comès a vécu comme un choc : « La nouvelle m’a assommé. » C’est dans un hommage en noir et blanc, publié dans la revue (À Suivre), que Comès dit adieu à son ami en reprenant une série que Pratt affectionnait tout particulièrement, Les Scorpions du désert.

### Les dernières années de la carrière d’un magicien de la bande dessinée (1995-2013)

#### Les Larmes du tigre(2000): un nouveau voyage initiatique
Les Larmes du tigre est un ouvrage paru en 2000 chez Casterman. Il s'agit d’un récit qui nous éloigne cette fois de l’environnement auquel Comès nous a habitués à savoir les Ardennes. Ici l’action prend place dans le Nord-Ouest canadien au IIe siècle avant notre ère. L’histoire est centrée autour d’une jeune femme, Petite Pisse-Partout qui se retrouve bannie par les siens car cette dernière a perdu son ombre. Elle devient donc désormais “Celle qui a perdu son ombre”. Elle fait la rencontre d’un chaman, appelé Parle-avec-le-feu, qui lui aussi a été rejeté en raison de ses fausses prédictions. Le jeune chaman offre à la jeune femme un voyage initiatique à travers lequel ils font la rencontre d’un nain, potentiellement voleur d’ombre, mais innocenté par la suite. Ce dernier les emmène ensuite sur le chemin de la vérité. Ensemble, ils partent à la recherche d’un animal légendaire, le Tigre des Neiges, attendant d’être délivré, pour pouvoir redonner vie à son clan éteint. Par la même occasion, la jeune amérindienne part sur les traces de ses ancêtres pour pouvoir par la même occasion retrouver son ombre. Elle finit par être délivrée de cette malédiction et ayant retrouvé son ombre. Les deux héros restent dans les montagnes et transmettront vraisemblablement à leurs descendants la véritable histoire du Tigre des Neiges. Le récit agit comme un voyage initiatique où l’amour tient une place importante à travers un ton poétique et comique, caractéristique du style narratif de l’auteur. L’humour est sacralisé autour du nain malgré son aspect “primaire” car il permet de faire contrepoids face aux deux autres personnages placés dans une situation dramatique. La présence d’un tigre dans ce récit est une nouveauté chez Comès. Ce dernier, par désir personnel, souhaitait le placer ainsi car le tigre aurait côtoyé les premières populations amérindiennes, d’où sa présence comme marqueur culturel au sein du récit. Cette quête initiatique est ici mêlée à un récit d’aventures qui ne s'ancre pas dans la réalité mais s’inscrit dans celle des trois personnages avec un rapport à la nature encore ici très marqué. On retrouve des thèmes évocateurs tels que la sorcellerie et le chamanisme, des thèmes qui s’écartent donc volontairement de l’éducation chrétienne reçue par l’auteur dans son enfance. Les personnages ne sont pas des héros et sont des marginaux, d’apparence faible, le lecteur finit par découvrir en eux une forme de richesse très souvent insoupçonnée.

#### Dix de Der(2006): une vision métaphorique de la Seconde Guerre mondiale
Dix de Der constitue le dernier et ultime album de bande dessinée de Didier Comès, après une longue période d’absence. Il est paru en octobre 2006 chez Casterman. Il s’agit d’un récit qui mélange à la fois l’aspect métaphorique de la Seconde Guerre mondiale ainsi que les valeurs humaines et d'engagement. L’histoire se déroule dans un lieu cher à l’auteur, l’Ardenne belge. L’action prend ainsi part en 1944 en plein conflit où les soldats américains se retrouvent piégés en raison de la contre-offensive lancée par les armées allemandes. Chargé de faire le guet dans un cratère d’obus, un jeune soldat surnommé « le bleu » en raison de son manque d’expérience fait la rencontre de trois fantômes du passé. Ce trio est composé des fantômes d’un civil belge et d’un soldat prussien tués simultanément en 1914 pendant la Grande Guerre par un obus survenu des lignes françaises et enfin du fantôme d’un instituteur anticlérical décédé d’une maladie pendant l'Entre-deux-guerres. Ces trois derniers attendent la présence d’un quatrième fantôme pour pouvoir renouveler l’intérêt à leur partie de belote. Toutefois ils prennent le bleu en sympathie et souhaitent de ce fait lui épargner la mort. Ils l’empêchent de mourir plusieurs fois face aux balles allemandes grâce au fait que les fantômes anticipent les tirs allemands. Malgré tout, le jeune homme finit par décéder en raison de l’explosion d’un obus américain. Le récit agit ainsi comme une descente aux enfers, une catabase. Didier Comès souligne le trépas qui existe entre le jeune soldat et la mort qui semble l’attendre à petit pas. Le graphisme en noir et blanc souligne la dimension ésotérique du récit. Les dialogues présents, volontairement stéréotypés, ajoutent un ton comique à l’univers. Avec cette atmosphère unique et les décors de la campagne ardennaise, les deux conflits mondiaux sont étroitement imbriqués. L’album se veut ainsi un mélange de fable politique mais aussi de récits de guerre, de pièce théâtrale et d’oraison funèbre. Il s’agit d’un récit argumenté sur la réalité de la guerre et d’une illustration d’un événement historique et décisif de la Seconde Guerre mondiale dont Comès se veut en être un illustrateur.

### Mort
Il meurt dans la nuit du 6 mars 2013,, des suites d'une pneumonie,, à l'âge de 70 ans.

## Œuvres publiées

### Parutions dans les périodiques
- Homard vigilant, dans Spirou[33], 3 gags, 1971.
- Actualités, dans Pilote[34] édition belge, 22 histoires et quatre sommaires, 1972.
- Ergün l'errant : le Dieu vivant, dans Pilote[34] nos 699-709, 1973.
- Comeseries, dans Pilote[34] édition belge, 7 gags, 1977.
- L'Ombre du corbeau, dans Tintin[35] édition belge nos 38/76-2/77, 1976-1977.
- Zozos, dans Le Trombone illustré[33], 8 gags, 1977.
- La Nef des fous, dans Le Trombone illustré[33], récit complet en 2 pl., 1977.
- Silence, dans (À suivre)[36] nos 13-21, 1979.
- Ergün l'errant : le Maître des ténèbres, dans (À suivre)[36] nos 25-28, 1980.
- La Belette, dans (À suivre)[36] nos 45-52, 1981-1982.
- Eva, dans (À suivre)[36] nos 72-78, 1984.
- L’Arbre-cœur, dans (À suivre)[36] nos 118-120, 1987-1988.
- Sur les traces du yéti, dans (À suivre)[36] no 139, récit complet en 4 pl., janvier 1989.
- Iris, dans (À suivre)[36] nos 153-159, 1990-1991.
- La Maison où rêvent les arbres, dans (À suivre)[36] nos 200-207, 1994-1995.

### Albums
- Le Dieu vivant (sur-titre : Une aventure d'Ergün l'errant), Rossel (Belgique) et Dargaud (France), 1974.

- Le Maître des ténèbres, Casterman, coll. « Un auteur (À suivre) », 1981  (ISBN 2-203-33502-5).
- La Belette[38], Casterman coll. « Les romans (À suivre) », Tournai, septembre 1983
Scénario et dessin : Comès - Couleurs : noir et blanc -  (ISBN 2-203-33417-7)
- Eva, Casterman coll. « Les romans (À suivre) », Tournai, avril 1985
Scénario et dessin : Comès - Couleurs : noir et blanc -  (ISBN 2203334258),Rééditions en 2003[39] (ISBN 2-203-39701-2), en 2006  (ISBN 978-2-203-33859-3).
- L'Arbre-Cœur, Casterman coll. « Les romans (À suivre) », Tournai, septembre 1988
Scénario et dessin : Comès - Couleurs : noir et blanc -  (ISBN 2203334428)
- Iris, Casterman, coll. « Les romans (À suivre) », Tournai, septembre 1991
Scénario et dessin : Comès - Couleurs : noir et blanc -  (ISBN 2-203-33450-9),Réédition de 2024 avec visuel de couverture différent. Préface : Thierry Bellefroid  (ISBN 9782203281011).
- La Maison où rêvent les arbres[40], Casterman, coll. « Les romans (À suivre) », Tournai, octobre 1995
Scénario et dessin : Comès - Couleurs : noir et blanc -  (ISBN 2-203-33462-2)
- Les Larmes du tigre[41],[42], Casterman, Tournai, septembre 2000
Scénario et dessin : Comès - Couleurs : noir et blanc -  (ISBN 2203334851)
- Dix de Der, Casterman, Bruxelles, octobre 2006
Scénario et dessin : Comès - Couleurs : noir et blanc -  (ISBN 2-203-33495-9)
- Comès, Ergün l'errant : Le Dieu vivant suivi de Le Maître des ténèbres, Casterman, 9 septembre 2020, 94 p. (ISBN 978-2203215474)
- Les romans noir et blanc - 1976-1984[43], Casterman, Bruxelles, 9 septembre 2020
Scénario et dessin : Comès - Couleurs : noir et blanc -  (ISBN 978-2-203-18380-3)
- Les romans noir et blanc - 1987-2006[43], Casterman, Bruxelles, 9 septembre 2020
Scénario et dessin : Comès - Couleurs : noir et blanc -  (ISBN 978-2203203600)

### Participations à des albums collectifs
- Le Trombone illustré[44], Dupuis, Marcinelle, 3e trimestre 1980
Scénario : collectif  - Dessin : collectif dont Comès - Couleurs : quadrichromie,Réédition augmentée en 2009  (ISBN 978-2-8001-4279-1)
- Spécial Hergé[45] ! , Casterman, Tournai, avril 1983
Scénario : collectif - Dessin : collectif dont Comès - Couleurs : quadrichromie,Réédition en 2003, sous le titre L'Hommage de la bande dessinée (ISBN 2-203-01713-9).
- À Ma Mer, Greenpeace, 1983
- Pétition - À la recherche d'Oesterheld et de tant d'autres[46] !, Amnesty International, Bruxelles, novembre 1986
Scénario : collectif - Dessin : collectif dont Comès - Couleurs : noir et blanc
- Entre chats, Delcourt, Paris, novembre 1989
Scénario : collectif - Dessin : collectif dont Comès - Couleurs : quadrichromie -  (ISBN 290618733X),avec la participation de Andreas, Barbe, Cabanes, Chevalier, Frank Pé, Darasse, Follet, Franquin, Hanquet, Hausman, Juillard, V. Lacroix, Jean-Claire Lacroix, Lidwine, Rossi, Al Séverin, Topaze, Will et Wendling.

### Hommages rendus
- Scarabée cassé, dans (À suivre) hors-série : Spécial John Lennon, janvier 1981.
- En mémoire d’Hergé, dans (À suivre) hors-série : Spécial Hergé. Vive Tintin !, avril 1994.
- L’Ami Hugo, dans (À suivre) no 213 : Ciao Hugo! spécial Hugo Pratt, octobre 1995.

### Collections publiques
5 œuvres de cet artiste sont conservées au Centre belge de la bande dessinée et font partie du patrimoine mobilier de la région Bruxelles-Capitale.

#### Livres
: document utilisé comme source pour la rédaction de cet article.
- Jean-Maurice Rosier, Comès : Silence, Éditions Labor, coll. « Un Livre, une œuvre », 1986, 68 p. (ISBN 2-8040-0194-6, présentation en ligne).
- Jérôme Vancoppenolle, Comès : L'autre côté du miroir, Vertige Graphic, février 1994, 64 p. (ISBN 978-2-908981-11-7, présentation en ligne)
- Jean-Louis Lechat, Un demi-siècle d’aventures t. 2 : 1970 - 1996, Bruxelles, Le Lombard, 5 décembre 1996, 224 p., ill. ; 31 cm (ISBN 280361233X, OCLC 37995939, BNF 37539082, présentation en ligne), p. 52, 55,90.
- Jacques Fiérain, « Comès, Didier », dans La BD dans les provinces de Liège, Namur et Luxembourg, Charleroi, Éd. l'Âge d'or, 2004, 112 p., ill. ; 31 cm (ISBN 9782960019698, OCLC 470388297, présentation en ligne), p. 22.
- Nicolas Finet, Comès, Casterman, 2006, 10 p. (ISBN 2-203-60279-1, présentation en ligne).
- Thierry Bellefroid, Daniel Couvreur, Françoise Lempereur, Jean-Maurice Rosier et Frédéric Paques, À l'ombre du Silence : Rétrospective Comès, Musée des Beaux-Arts de Liège, mai 2012, 46 p.
- Thierry Bellefroid, Didier Platteau et Olivier Grenson, Didier Comès : L'éclat du noir profond, Fondation Roi Baudouin, 10 décembre 2015, 56 p. (ISBN 978-94-92347-02-2, présentation en ligne)
- Albert Moxhet, Didier Comès : L'encrage ardennais, t. 1 : Sorcellerie et croyances magico-religieuses, Musée en Piconrue, 2016, 198 p. (ISBN 978-2-930875-00-2, présentation en ligne)
- Sylvain Lesage et Gert Meesters, (À Suivre) : archives d'une revue culte, Tours, Presses universitaires François-Rabelais, 2018, 359 p. (ISBN 978-2-86906-682-3).
- Albert Moxhet, Didier Comès : L'encrage ardennais, t. 2 : Nains et légendes, Musée en Piconrue, mars 2019, 198 p. (ISBN 978-2-930875-04-0, présentation en ligne)
- Thierry Bellefroid, Comès, d'ombre et de Silence, Casterman, 9 septembre 2020, 144 p. (ISBN 978-2203183797, présentation en ligne)

#### Périodiques
- Jean-Pol Stercq, « La Galerie-photo de Tintin », Tintin, Le Lombard, no 2,‎ 1977.
- Comès (interviewé par Gérard Maquet), « Portrait d'illustrateur - Didier Comès », Lectures, no 43,‎ mai-juin 1988, p. 12-13 (lire en ligne, consulté le 30 septembre 2023).
- Comès (interviewé par Frédéric Bosser), « Enquête : Peut-on vendre à 500.000 ex et être Grand prix d'Angoulême ? - Entretien avec Comès », BullDozer, no 5,‎ février 2006 (ISSN 1775-0652).

#### Articles
- Damien Perez, « « Retour sur images... Silence de Comès (Casterman) » », BDParadisio,‎ 2001 (lire en ligne, consulté le 22 avril 2023)
- Olivier Delcroix, « Didier Comès, adieu l'enchanteur », Le Figaro,‎ 7 mars 2013 (lire en ligne, consulté le 22 janvier 2023)
- Aurélia Vertaldi, « Didier Comès, le dernier entretien d'un géant de la BD », Le Figaro,‎ 7 mars 2013 (lire en ligne, consulté le 22 janvier 2023)
- Alexandre Phalippou, « BD. Mort de Didier Comès, l'auteur de Silence », HuffPost Québec,‎ 7 mars 2013 (lire en ligne, consulté le 22 janvier 2023)
- Marie-Line Schneider, « Dossiers L - Didier Comès (I) », Service du Livre Luxembourgeois, Province de Luxembourg,‎ s.d. (lire en ligne [PDF], consulté le 4 février 2024).
- Marie-Line Schneider, « Dossiers L - Didier Comès (II) », Service du Livre Luxembourgeois, Province de Luxembourg,‎ s.d. (lire en ligne [PDF], consulté le 4 février 2024).
- Philippe Tomblaine, « « Dix de der » par Didier Comès », BDzoom,‎ 16 janvier 2014 (lire en ligne, consulté le 22 avril 2023)
- Olivier Delcroix et Aurélia Vertaldi, « Les BD cultes de l'été: Silence de Didier Comès », Le Figaro,‎ 4 juillet 2016 (lire en ligne, consulté le 22 janvier 2023).

### Vidéographie
- Didier Comès sur Sonuma, Gérard Corbiau (réalisateur), Didier Platteau (intervenant), Hugo Pratt (intervenant), Didier Comès (intervenant), Michèle Cédric (journaliste) Dites-moi (57 min 34 s), 29 juin 1996.
- [vidéo] « 201605 ACTU-tv René Hausman et Didier Comès la bédé ardennaise », sur YouTube, Edmée De Xhavée, mis en ligne le 22 mai 2016
- [vidéo] « Reportage Didier Comès, l'encrage ardennais - Abbaye de Stavelot Védia », sur YouTube, mis en ligne le 27 décembre 2018.